# MK II
MK II – trzeci studyjny album zespołu Masterplan, wydany 23 lutego 2007, w trzech wersjach (zwykłej CD, Digipack i Metal Box). Jest to pierwszy i ostatni album zespołu z wokalistą zespołu Riot – Mikiem DiMeo oraz pierwszy album nagrany z perkusistą Mikiem Terraną.

## Lista utworów
1. „Phoenix Rising”
2. „Warrior's Cry”
3. „Lost And Gone”
4. „Keeps me Burning”
5. „Take Me Over”
6. „I'm Gonna Win”
7. „Watching The World”
8. „Call The Gypsy”
9. „Trust In You”
10. „Masterplan”
11. „Enemy”
12. „Heart Of Darkness”

## Twórcy
- Mike DiMeo – śpiew
- Roland Grapow – gitary
- Jan S. Eckert – gitara basowa
- Axel Mackenrott – instrumenty klawiszowe
- Mike Terrana – perkusja